# 부산 임시수도 정부청사
부산 임시수도 정부청사(釜山 臨時首都 政府廳舍)는 부산광역시 서구 동아대학교에 있는 건축물이다. 2002년 9월 13일 대한민국의 국가등록문화재 제41호로 지정되었다.

## 개요
이 건물은 도청 소재지를 진주에서 부산으로 옮기면서 건립한 경남도청으로, 한국전쟁 당시 임시 정부청사로 사용하였다. 처음 준공할 때는 '一'자 모양의 평면으로 구성하였으나, 1960년대 증·개축으로 'ㅁ'자 모양, '日'자 모양으로 바뀌었다. 정면 가운데에 현관 포치(porch)가 돌출되어 있고, 가운데와 양쪽 끝 부분을 돌출시키고 그 위쪽을 박공지붕으로 구성하는 등 전체적으로 위엄 있는 입면을 갖고 있다. 우리나라 근대사의 정치·사회적 변화를 간직한 역사적인 건물로 구 경상남도지사 관사(지금의 임시수도기념관)와 더불어 부산 지역의 대표적인 근대 공공 건축물이다. 현재 동아대학교 박물관으로 쓰고 있다.

## 같이 보기
- 동아대학교 석당박물관

## 참고 자료
- 부산 임시수도 정부청사 - 국가유산청 국가유산포털